# Tripanurga arizonica
Tripanurga arizonica är en tvåvingeart som först beskrevs av Parker 1921.  Tripanurga arizonica ingår i släktet Tripanurga och familjen köttflugor. Inga underarter finns listade i Catalogue of Life.